# Marcel Sleurs
Marcel Sleurs (Overpelt, 17 mei 1925 - Leuven, 13 oktober 1982) was een Belgisch politicus voor de CVP.

## Biografie
Sleurs werd geboren in 1925 in Overpelt als zoon van cafébaas Petrus Arnold Sleurs. Sleurs werd lid van de CVP en werd in 1977 verkozen tot burgemeester van Overpelt. In 1982 overleed Sleurs 3 dagen na de nieuwe gemeenteraadsverkiezingen. Hij werd als burgemeester opgevolgd door Karel Pinxten in 1983.
Het voetbalstadion van Lindelhoeven VV is naar hem vernoemd.